# Узороччя

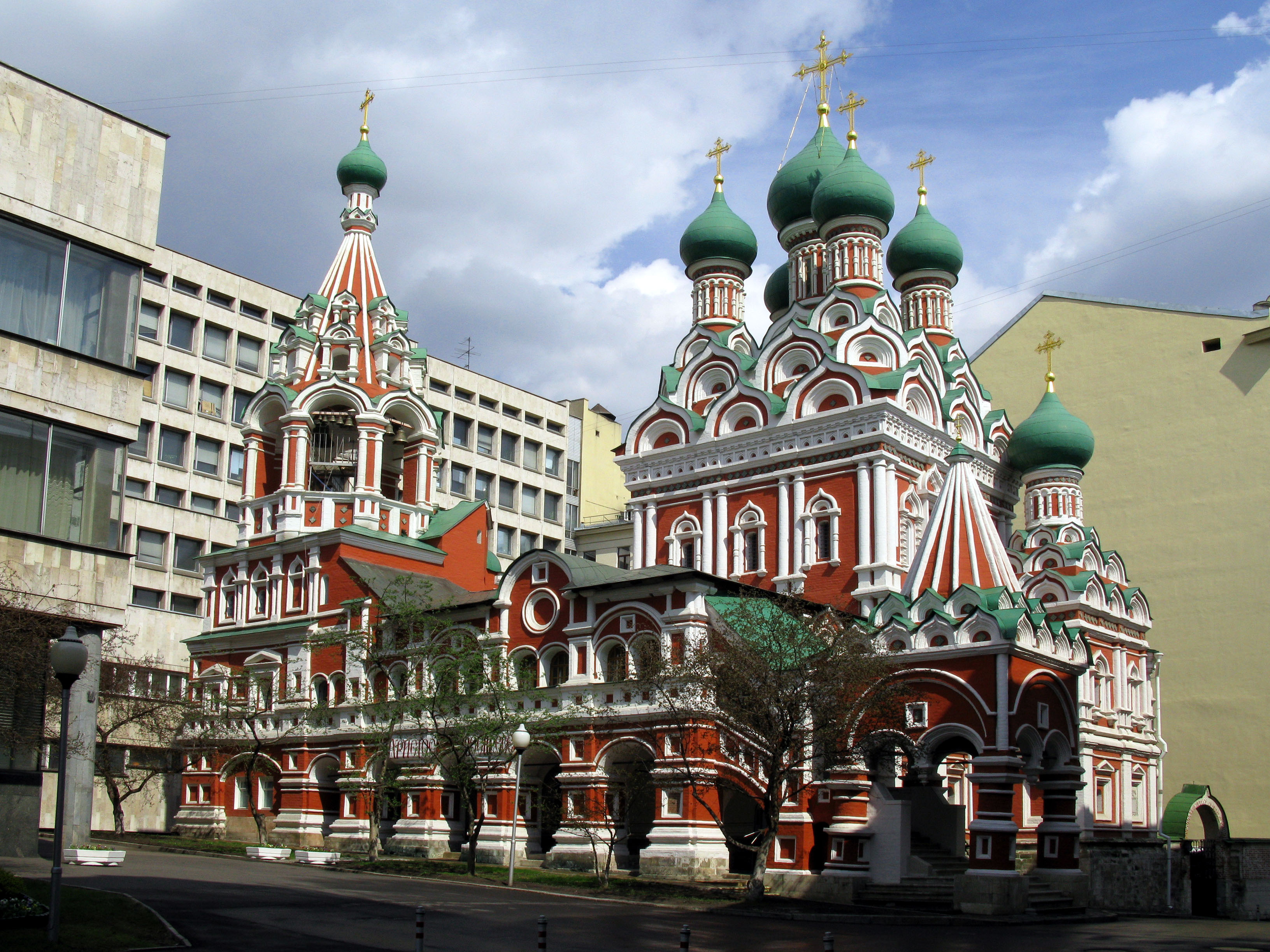
Церква Святої Трійці у Нікітниках, Москва — один з найвідоміших прикладів архітектури узороччя

Російське узороччя (московське узороччя або просто узороччя; рос. узорочье) — архітектурний стиль, що сформувався в XVII столітті на території Московського царства, що характеризувався вигадливими формами, багатством декору, складністю композиції та мальовничістю силуету.

## Історія
Однозначної думки щодо походження стилю не існує. Існують протилежні точки зору на тимчасовий зв'язок церковної і цивільної форм: одні дослідники знаходять в російському узороччі риси «обмирщення» і вказують на запозичення з цивільного зодчества (зімкнуті склепіння, карнизи, лиштви, філіровані пояски), а інші дотримуються думки про первинність для даного стилю його церковної форми. Поширена думка про зв'язок російського узороччя з європейським пізнім ренесансом і маньєризмом.
У розвитку стилю виділяють два етапи: ранній (стиль Олексія Михайловича) і пізній (стиль Федора Олексійовича). Починаючи з середини XVII століття російське узороччя еволюційно витісняється російським бароко, іноді ці поняття змішуються або помилково взаємозамінюються.
У XIX столітті російське узороччя — джерело цитат і об'єкт імітацій для архітектури еклектики і історизму. На початку XX століття узороччя є одним з основних джерел натхнення для архітектури російського модерну.

## Основні характеристики

### Композиція
Протягом всього періоду свого існування російське узороччя зазнає значної еволюції. Для першої половини XVII століття характерна складна просторова композиція. Типові кам'яні будівлі цього періоду — безстовпові храми з зімкнутим склепінням, на високому підкліті, з трапезною, приділами і дзвіницею. Вони зазвичай мають п'ять бань, невеличкі бані над приділами, шатри над ґанками і дзвіницею, яруси кокошників над склепіннями. Композиція втрачає монументальну ясність. Наос в плані має поперечну орієнтацію, таким чином збільшується ступінь індивідуального в молитві і літургії. Для другої половини XVII століття більш характерні ясні і врівноважені, нерідко симетричні, композиції. При цьому декор фасадів стає також врівноваженішим, його розміщення на фасадах підпорядковане ордеру.

### Покрівля

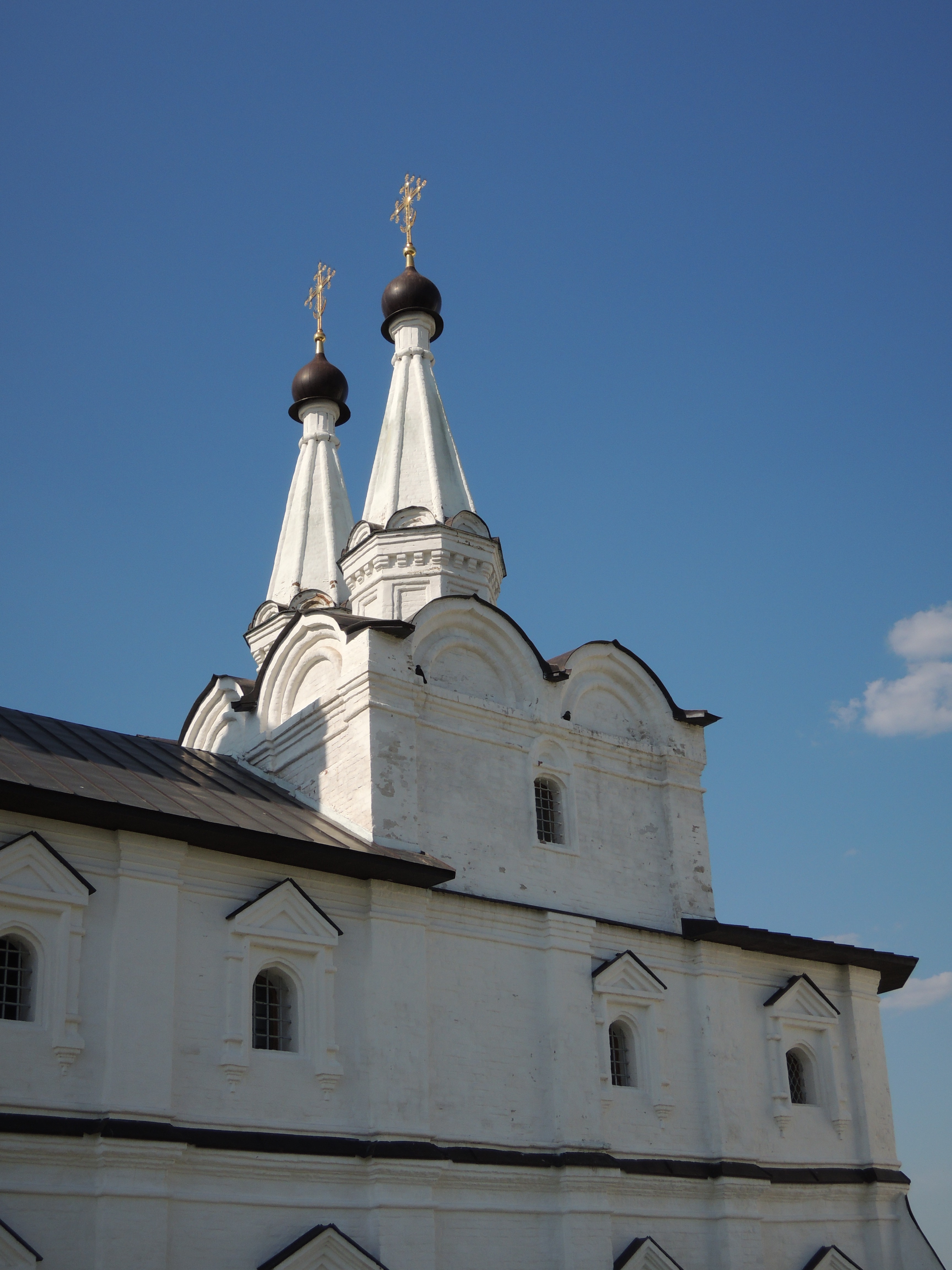
Спасо-Преображенський Воротинський монастир

Для стилю, як і для допетровської архітектури Росії загалом, характерні шатрові завершення храмів, дзвіниць і ґанків. Два або три шатри у таких храмах як правило не мали конструктивного значення, а були декоративним елементом. Подібними за архітектурним рішенням пам'ятками є церква Введення Спасо-Преображенського Воротинського монастиря, Успенська церква Благовіщенського монастиря в Нижньому Новгороді і інші. Барабани бань зазвичай були глухими, також як і шатра, будучи декоративним елементом (на відміну від світлових барабанів). Також для узороччя характерні бочкоподібні покрівлі.

### Ґанок
Типові ґанки періоду узороччя були повзучими, окрім шатра для них також характерні декоративні гирки.

## Декор
Архітектурі узороччя притаманні різьблені лиштви вікон (в тому числі у вигляді кокошників), багатоярусні кокошники на склепіннях, карнизи у вигляді «півнячих гребінців», кручені стовпчики, напівколонки, а в інтер'єрі — багатий кольоровий рослинний орнамент стін і склепінь. Площа декору на стінах дуже велика.

## Приклади

### Москва
- Теремний палац у Московському Кремлі (1635–1636 роки)
- Церква Різдва Богородиці в Путінках (1649–1652 роки). Витягнутий з півночі на південь четверик увінчаний трьома шатрами; кубоподібний приділ Неопалимої купини покриває гірка кокошників з шатриком на барабані, між ними — двох'ярусна шатрова дзвіниця. Приміщення церкви і Неопалимівського приділу перекриті зімкнутими склепіннями. Наприкінці XVII століття прибудована одностовпна трапезна і шатровий ґанок. Наслідуючи деякі риси архітектури XVI століття, церква є одним з яскравих прикладів узороччя в Москві[7]
- Церква Трійці в Нікітніках (1628–1653 роки)
- Церква Іллі Пророка на Воронцовому полі (1654 рік)
- Церква Знамення за Петровськими воротами (1680 рік). Кубічний об'єм основного приміщення церкви покритий двома рядами кокошників, завершений п'ятьма глухими банями; із заходу з'єднаний з трапезною і шатровою дзвіницею. З північної сторони до трапезної примикає Климентівський приділ, спочатку також п'ятибанний. Декор фасадів включає карнизи, кілеподібні кокошники і напівколонки. Яскравий приклад узороччя третьої чверті XVII століття[8].
- Храм Миколи Чудотворця в Хамовниках (1679–1682 роки)
- Храм Різдва Христового в Ізмайлові (1676 рік)
- Казанська церква в Коломенському (1649–1653 роки)
- Храм Трьох Святителів на Кулішках (1670–1674 роки)
- Церква Симеона Стовпника на Поварській (1676–1679 роки)
- Храм Трійці Живоначальної в Останкіному (1677–1692 роки)
- Храм Тихвінскої ікони Божої Матері в Олексіївському (1673–1680 роки)
- Церква Михайла і Федора Чернігівських (1675 рік)
- Храм Великомученика Георгія Побідоносця в Єндові (1653 рік)
- Воскресенські ворота Китайгородської стіни (після реставрації 1680 року)

### Московська область
- Михайлівська церква в Архангельському (1660–1667 роки)
- Микільська церква в Нікольському-Урюпіні (1664–1665 роки)
- Храм Миколи на Посаді в Коломні (1716–1719 роки)
- Спаський храм в Котово в Долгопрудному (1684 рік)
- Церква Казанської Божої Матері в Котельниках (1675–1680 роки)

### Смоленська область
- Церква Одигітрії в Вязьмі[2]
- Свято-Троїцький собор у Вязьмі (1674–1676 роки, перебудована)

### Нижньогородська область
- Спаський собор в Нижньому Новгороді
- Успенська церква Благовіщенського монастиря в Нижньому Новгороді

### Вологодська область
- Церква Костянтина і Олени в Вологді (близько 1690 року). Наприкінці XVII століття в архітектуру Вологди ще не увійшло російське бароко, а дух узороччя ще не згас[9]. Кубічний об'єм основного холодного храму стоїть на підкліті, який служить приміщенням для теплої церкви. Загальний план і силует будівлі майже симетричний за рахунок рівних за розміром прямокутної вівтарної частини і трапезної. Шатрова дзвіниця, яка примикає до трапезної, складається з трьох ярусів-восьмериків. Декор типовий для узороччя — кокошники, напівколонки (прості і строєні), слухові вікна шатра дзвіниці, розписний перспективний портал верхньої церкви, шатровий в минулому ґанок з колонами-бочками, гирками і повзучою аркою.
- Церква Різдва Христового при Архієрейському дворі з палатами у Вологді (1635–1656 роки)
- Церква Стрітення у Вологді (1731–1735 роки). Пам'ятка змішаного стилю узороччя та російського бароко
- Гавриїло-Архангельський храм, або Тепла Володимирська церква у Вологді та дзвіниця (1684–1689 роки)
- Храм Миколи Чудотворця у Владичній слободі у Вологді (1669 рік)

### Калузька область
- Церква Введення Спасо-Преображенського Воротинського монастиря в с. Спас Калузького району
- Спасо-Преображенський храм в Спас-Загір'ї (1614–1696 роки)

### Владимирська область
- Свято-Троїцький собор Троїцького монастиря в Муромі (1642–1643 роки)
- Благовіщенський собор Благовіщенського монастиря в Муромі (1664 рік)

### Тверська область
- Стрітенський собор Савватієвої пустині (1674 рік)

### Івановська область
- Церква Воскресіння Христового в селищі Лух (1680 рік)

### Тульська область
- Благовіщенська церква в Тулі (1692 рік)

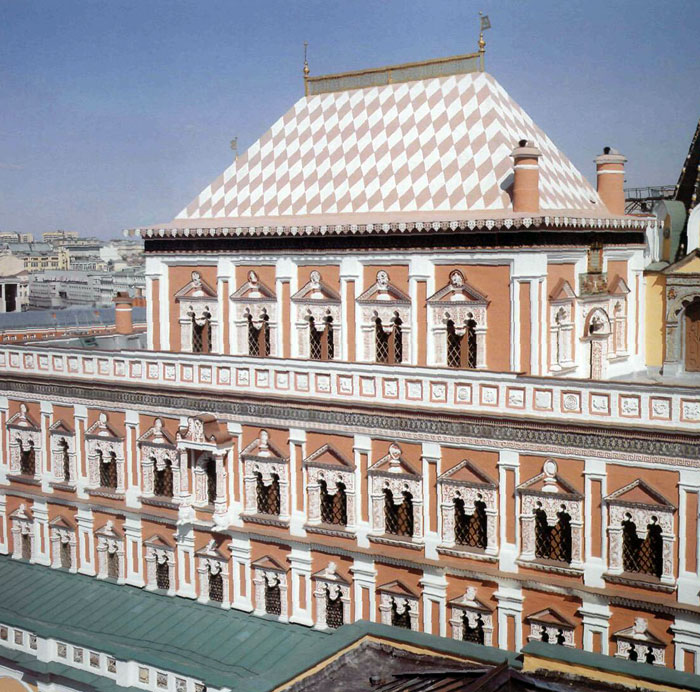
Теремний палац в Кремлі
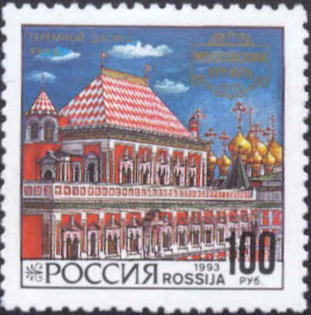
Теремний палац на поштовій марці Росії, 1993
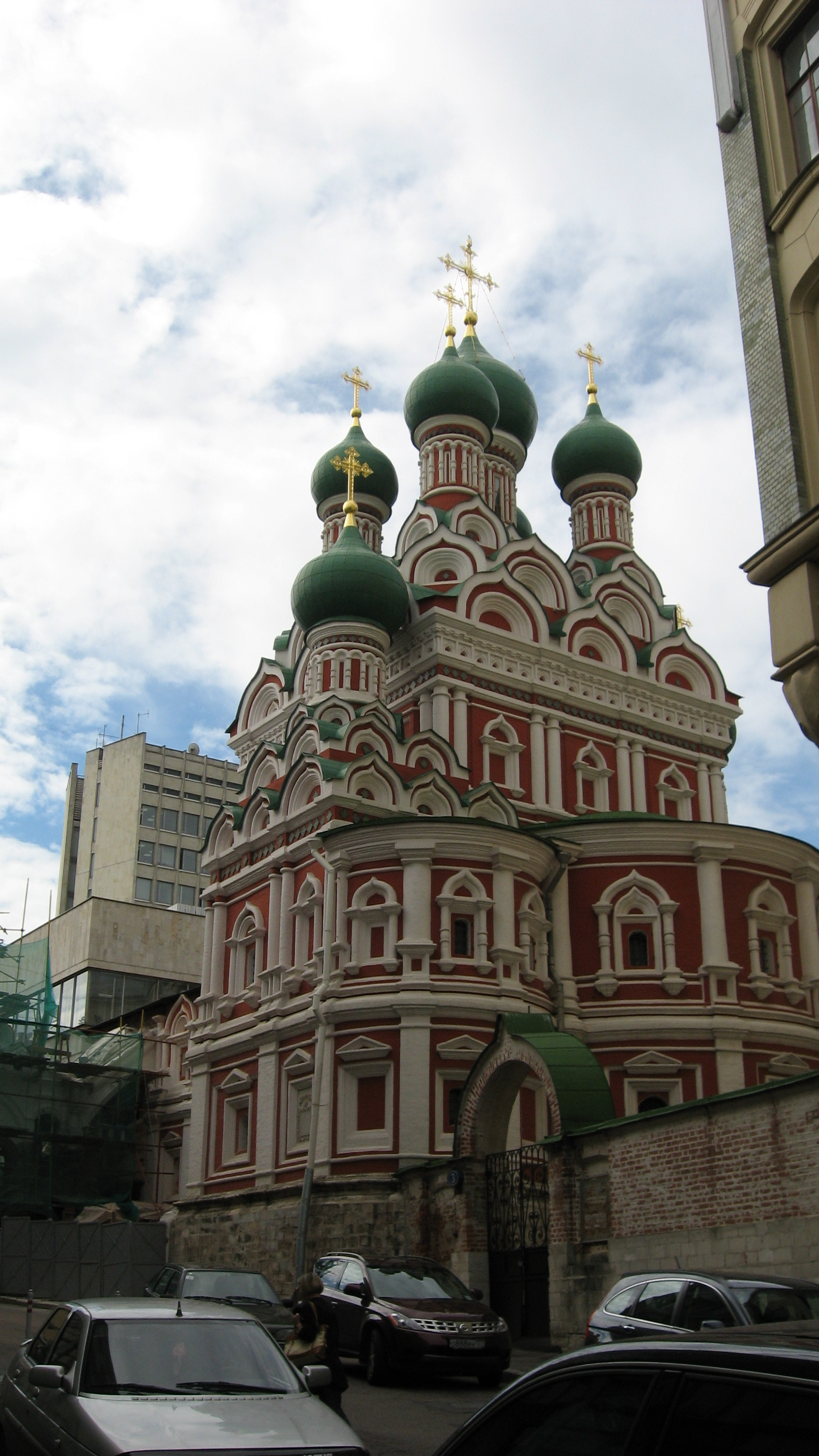
Церква Трійці в Нікітниках
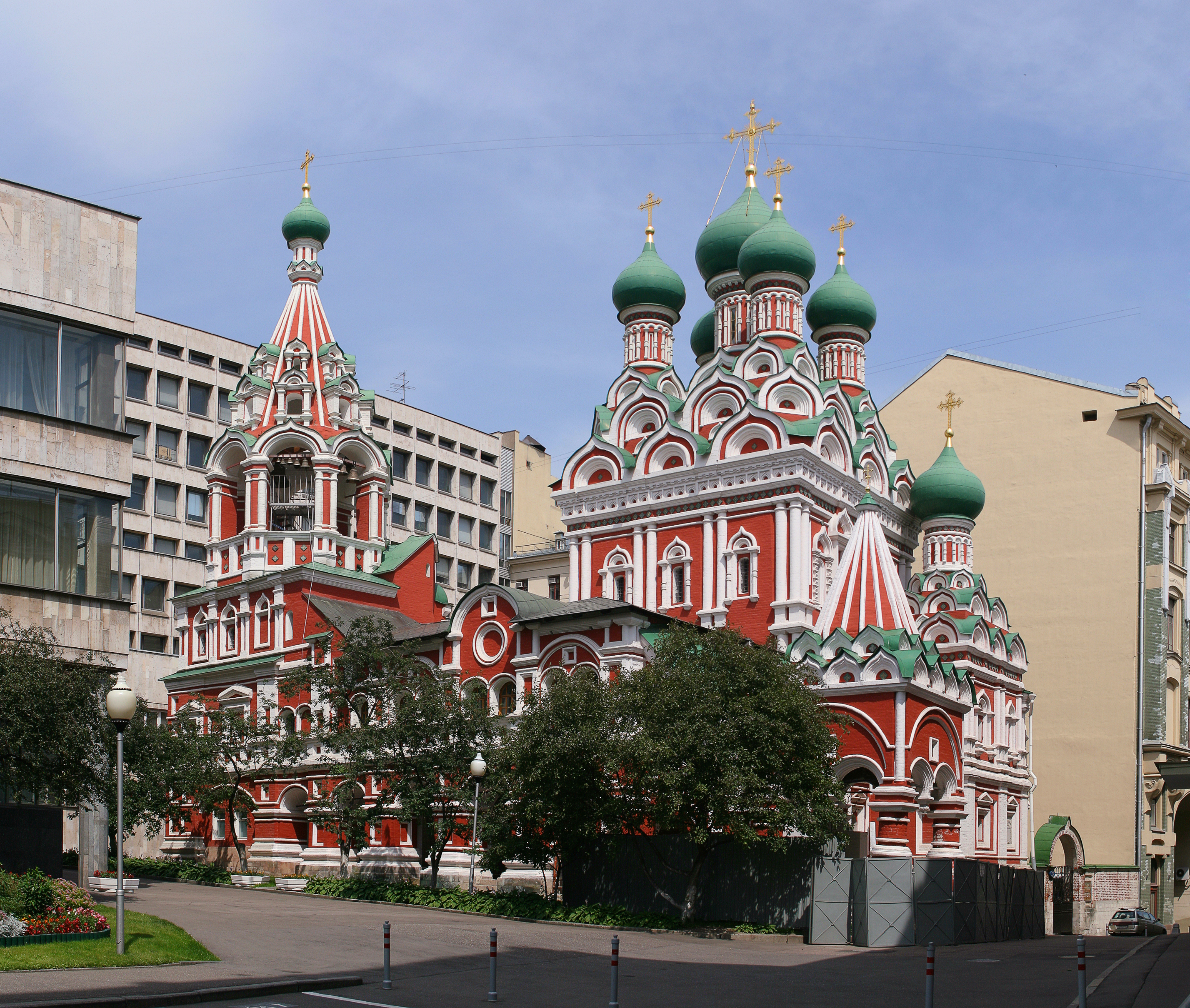
Церква Трійці в Нікітниках
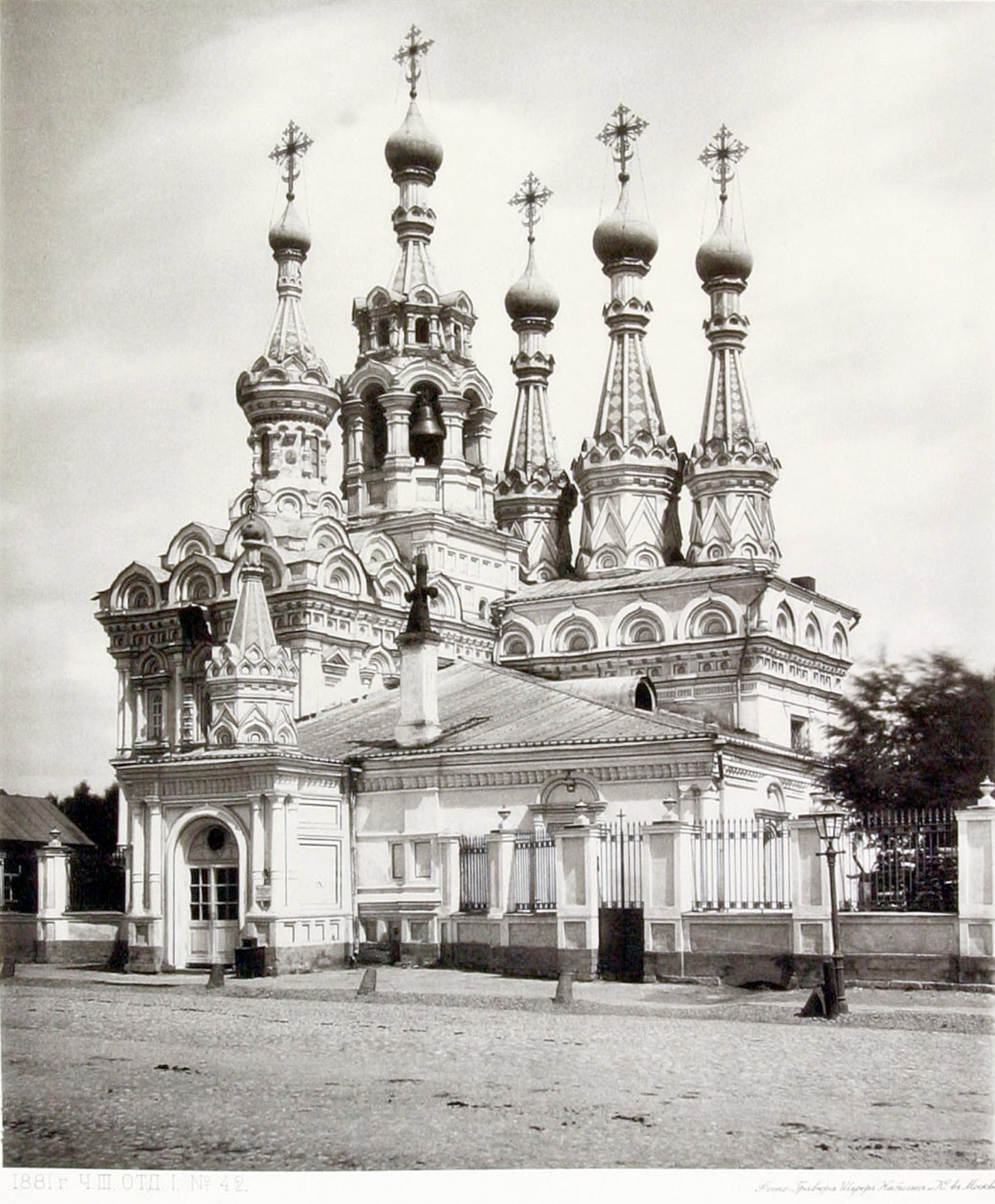
Церква Різдва Богородиці в Путінках, фото кінця XIX ст.
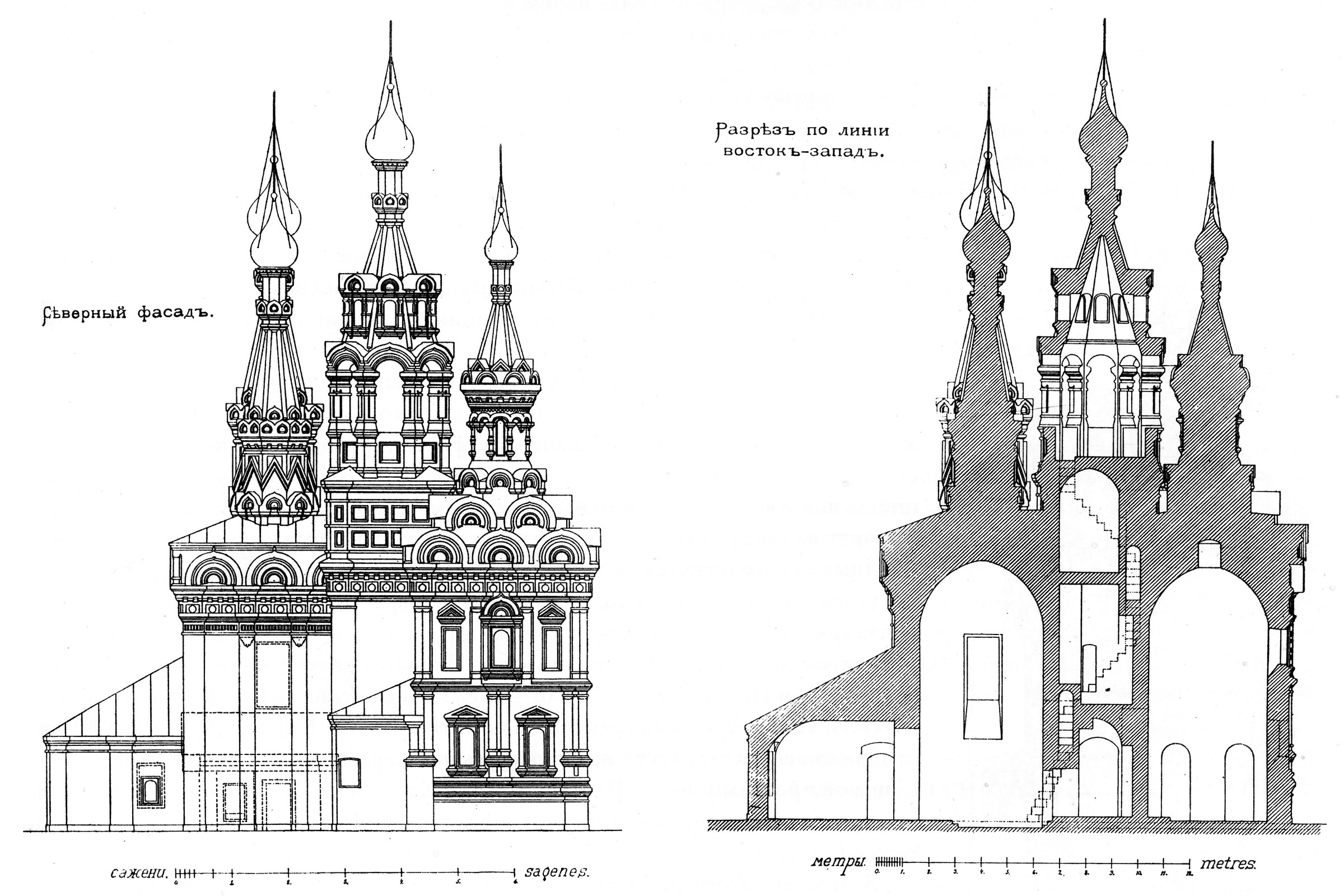
Церква Різдва Богородиці в Путінках, рисунок С. У. Соловйова, 1890-ті рр.
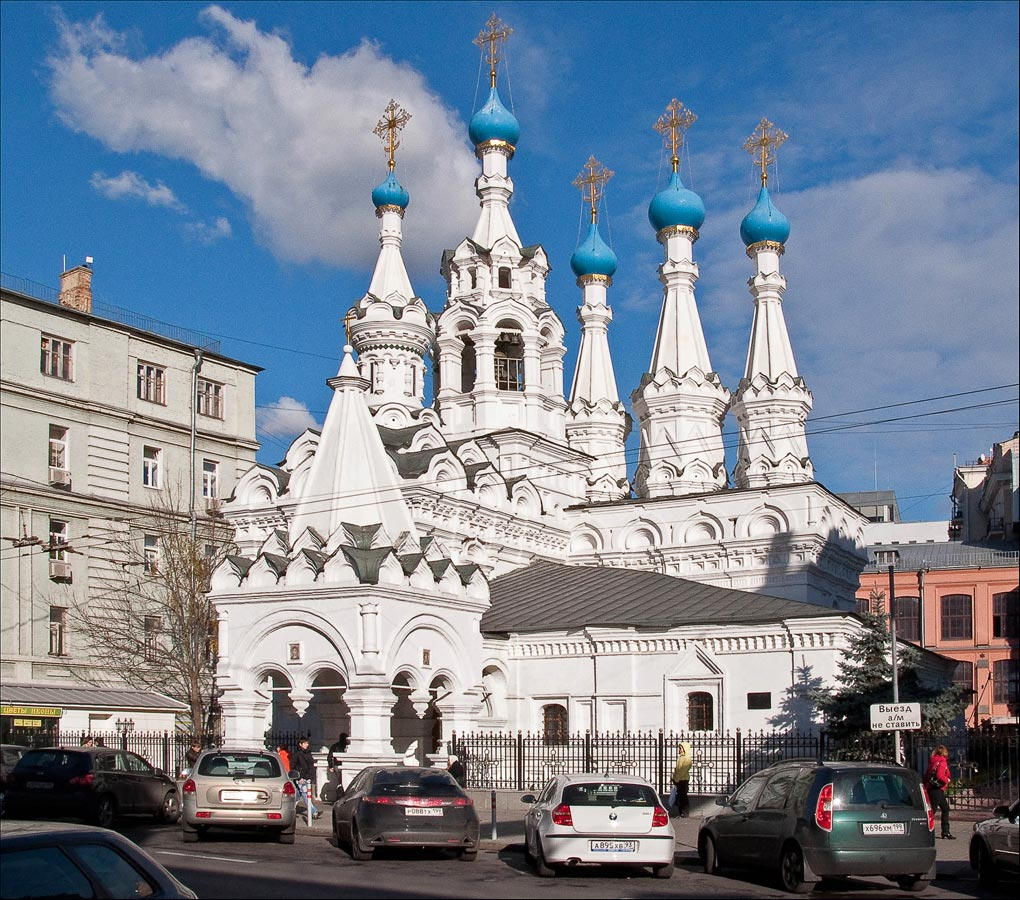
Церква Різдва Богородиці в Путінках, сучасний вигляд
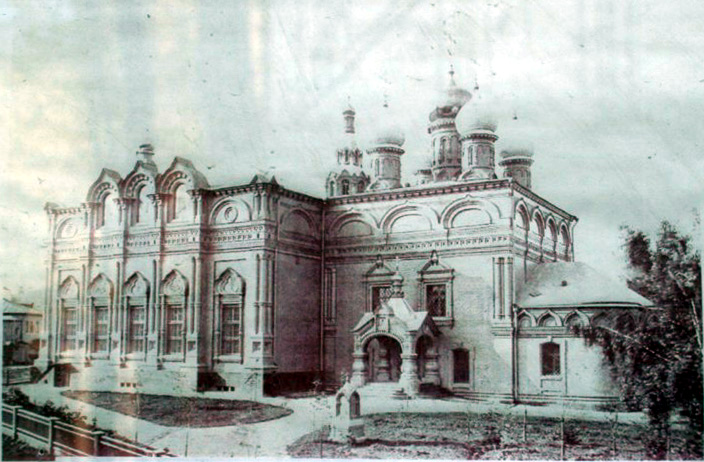
Церква пророка Іллі на Воронцовому полі, фото 1900 року
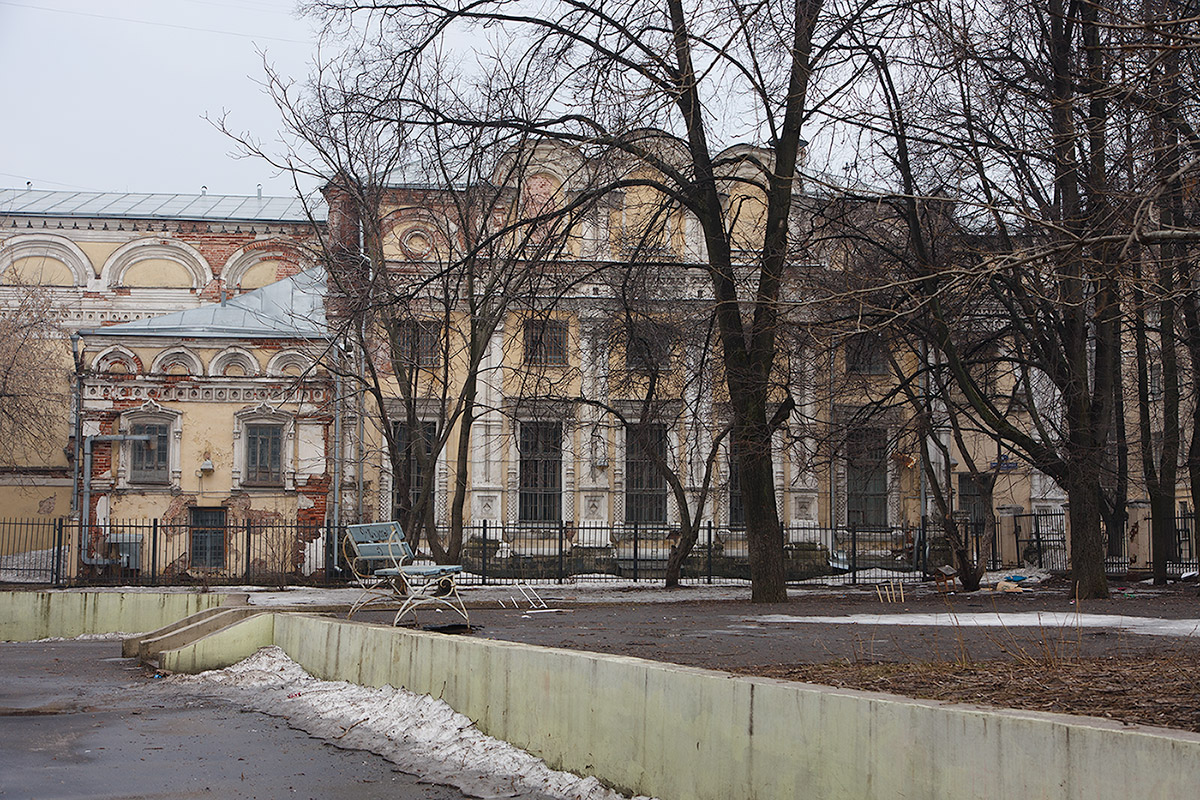
Церква пророка Іллі на Воронцовому полі, сучасне фото
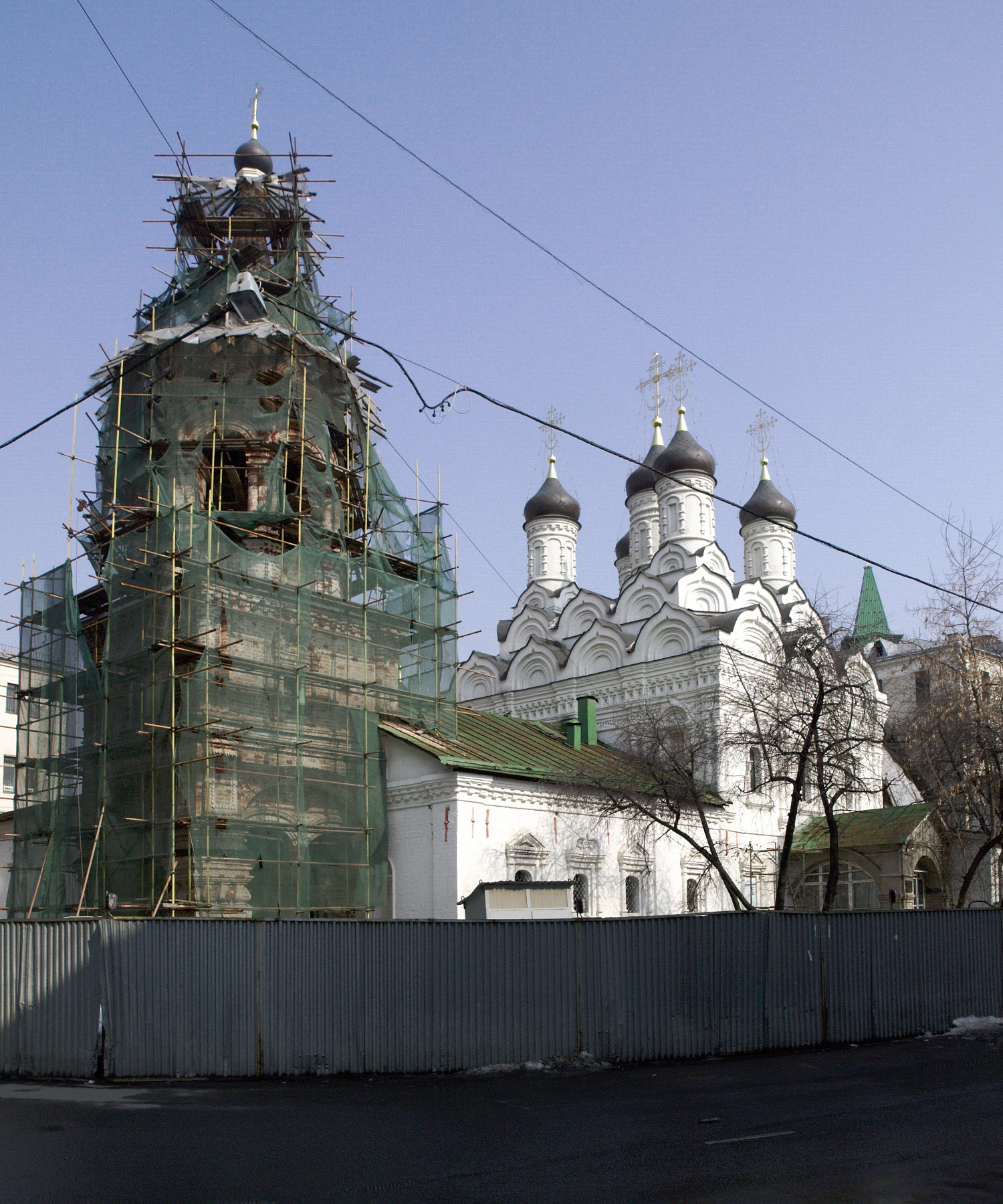
Церква Знамення за Петровськими воротами
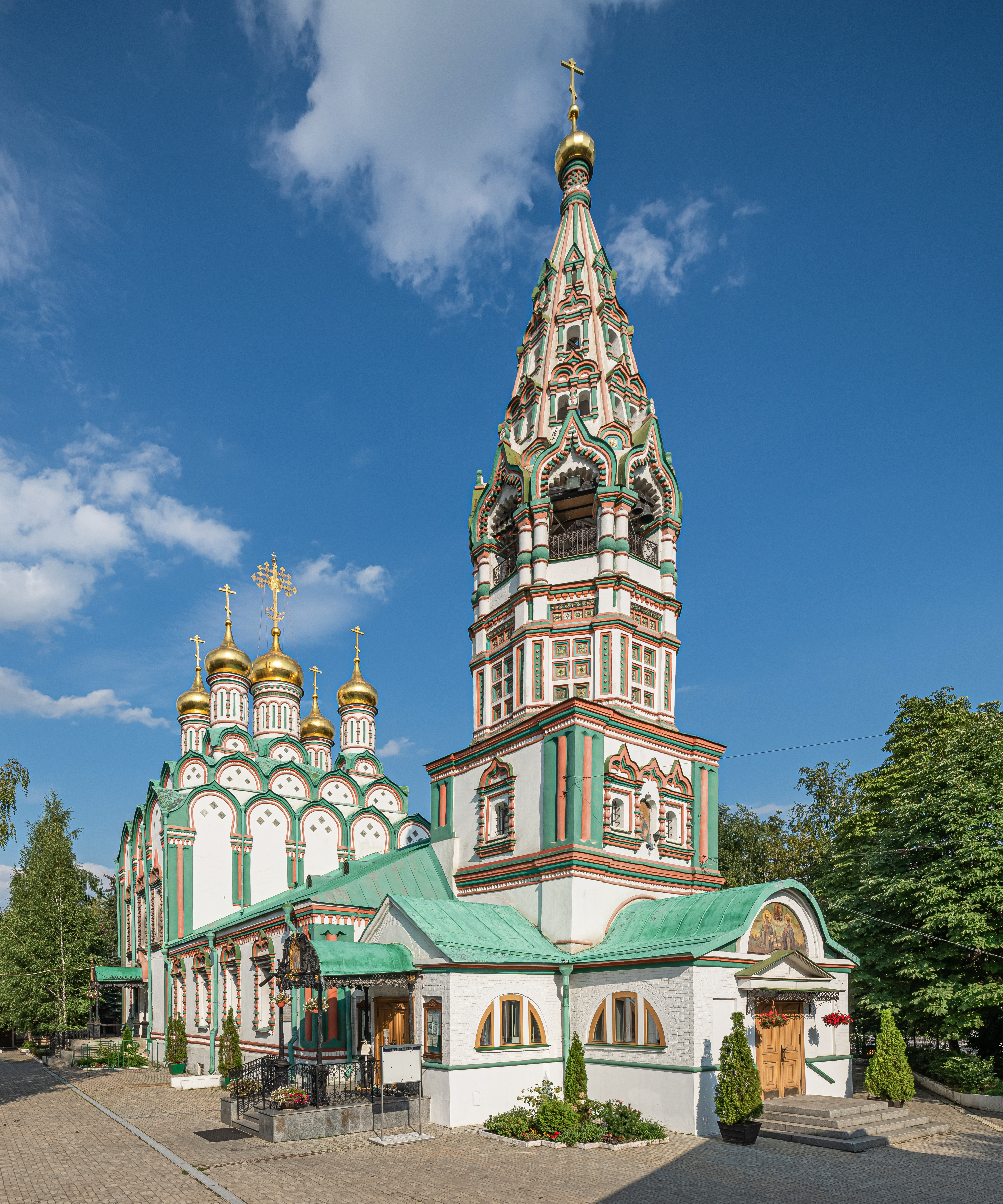
Храм Миколи Чудотворця в Хамовниках
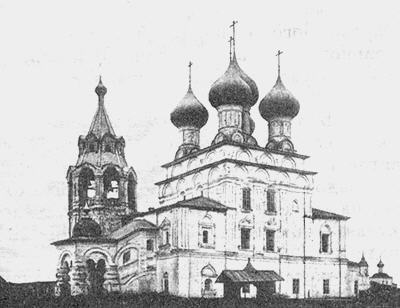
Церква Костянтина і Олени, Вологда. Фото не пізніше 1907 р.

## Архітектори, пов'язані з узороччям
- Павло Потєхін